# ГЕС Абвінден-Астен
ГЕС Абвінден-Астен (нім. Kraftwerk Abwinden-Asten) — руслова гідроелектростанція на річці Дунай в провінції Верхня Австрія, дещо нижче від Лінцу. Входить до складу Дунайського каскаду, розташована між ГЕС Оттенсхайм-Вильгеринг (нім. Kraftwerk Ottensheim-Wilhering) (вище по течії) та ГЕС Валльзе-Міттеркірхен (нім. Kraftwerk Wallsee-Mitterkirchen). 
Будівництво електростанції розпочалось у 1976 році та завершилось введенням в експлуатацію у 1980-му. В межах проекту Дунай перекрили водопропускною греблею висотою 36 метрів. В центральній частині греблі обладнано п'ять водопропускних шлюзів із замикаючими клапанами вагою по 214 т. Біля лівого берегу розташовані два шлюзи для обслуговування суден, а прилягаюча до правого берегу частина містить машинний зал. Обсяг бетонних робіт при спорудженні греблі склав 1,2 млн м3. Уздовж південного берегу річки спорудили ряд дамб та підпрудили притоку Дунаю Траун. Також було пробурено свердловини та встановлено майже 80 насосів для відкачування води з території кількох промислових підприємств.
Основне обладнання станції включає 9 турбін типу Каплан, виготовлених компаніями Voith, Andritz та VOEST. Також встановлено 9 генераторів компанії Elin. В підсумку це забезпечує річне виробництво на рівні біля 1 млрд кВт-год.

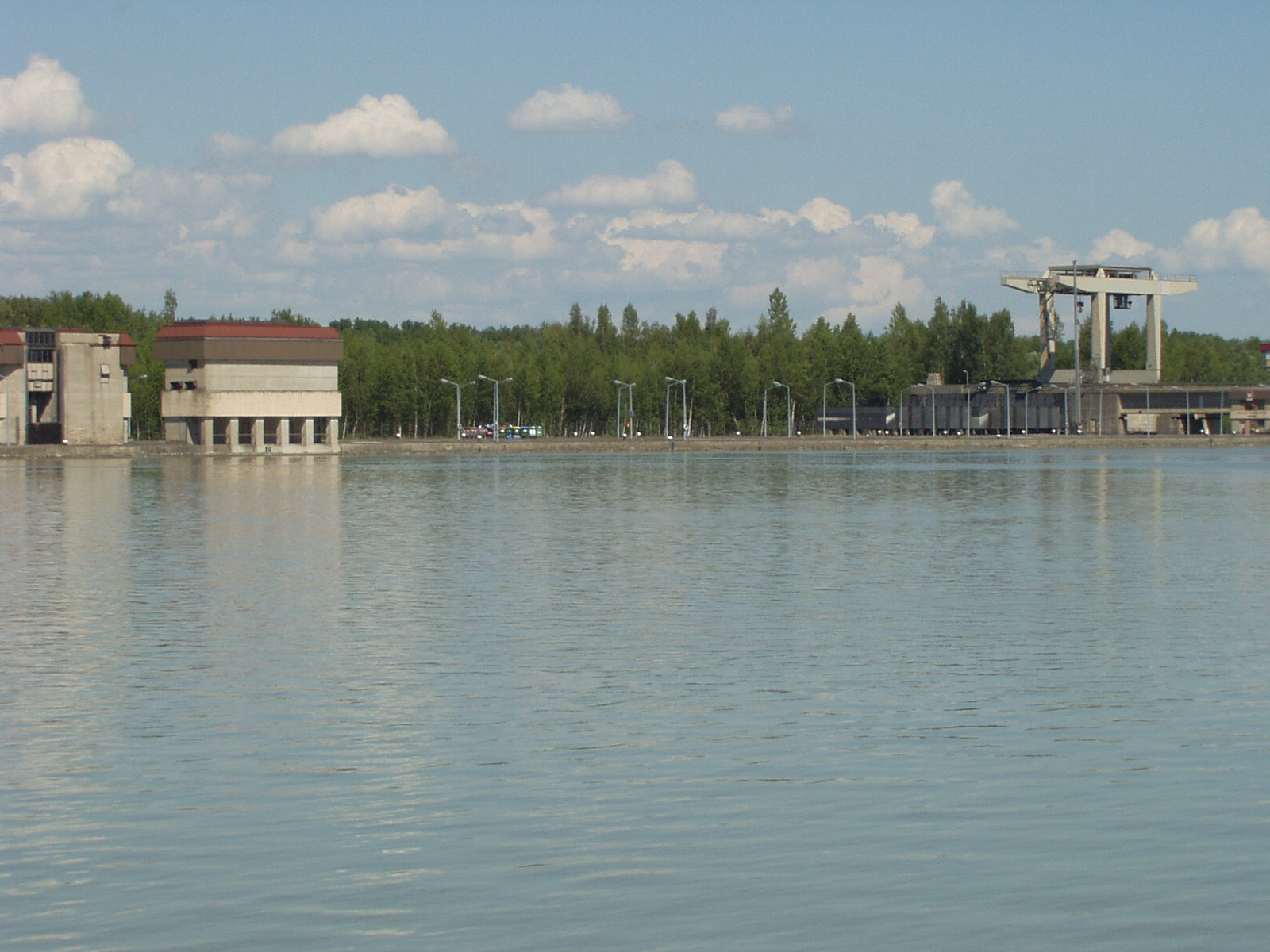
ГЕС Абвінден-Астен
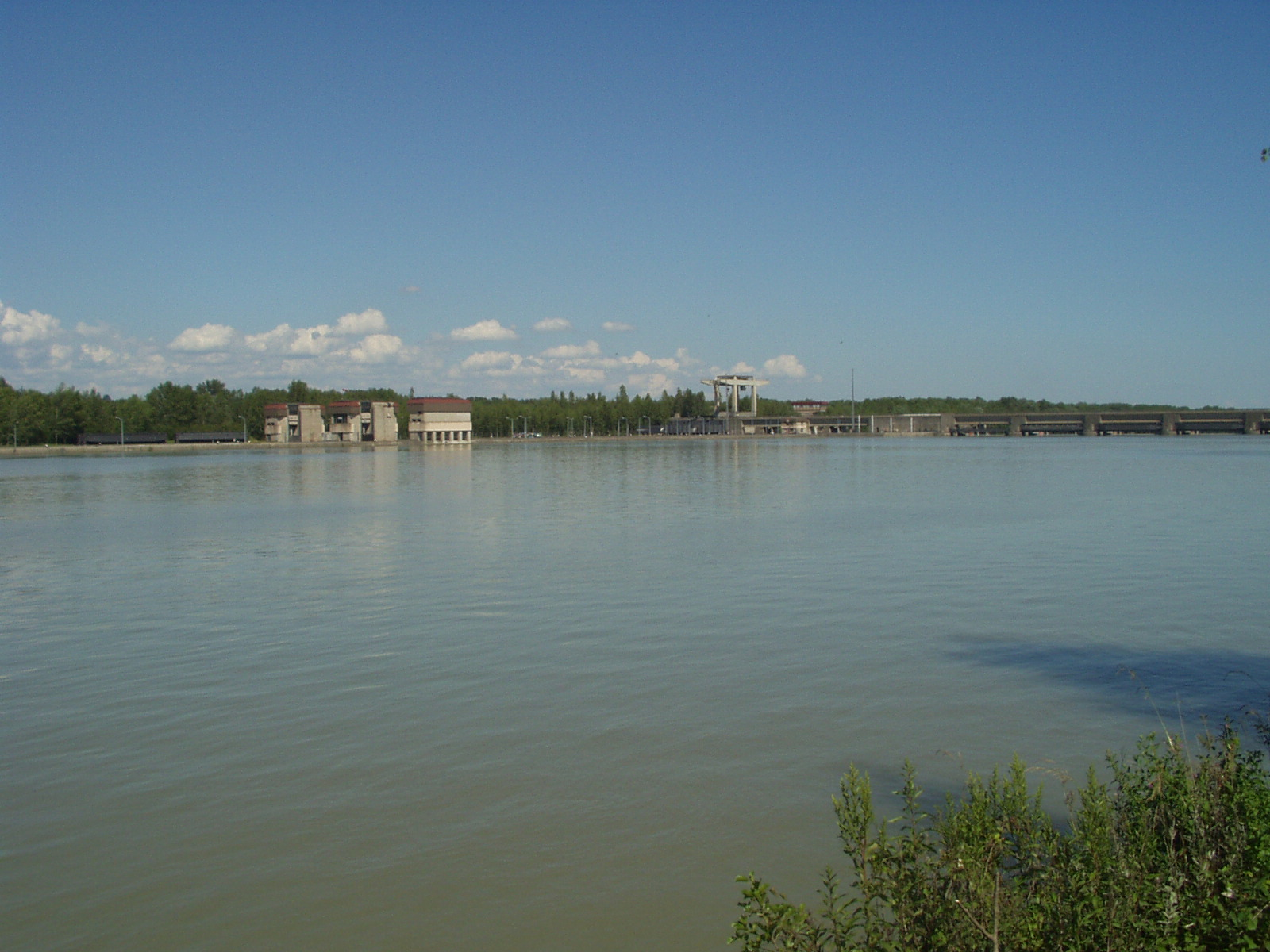
ГЕС Абвінден-Астен
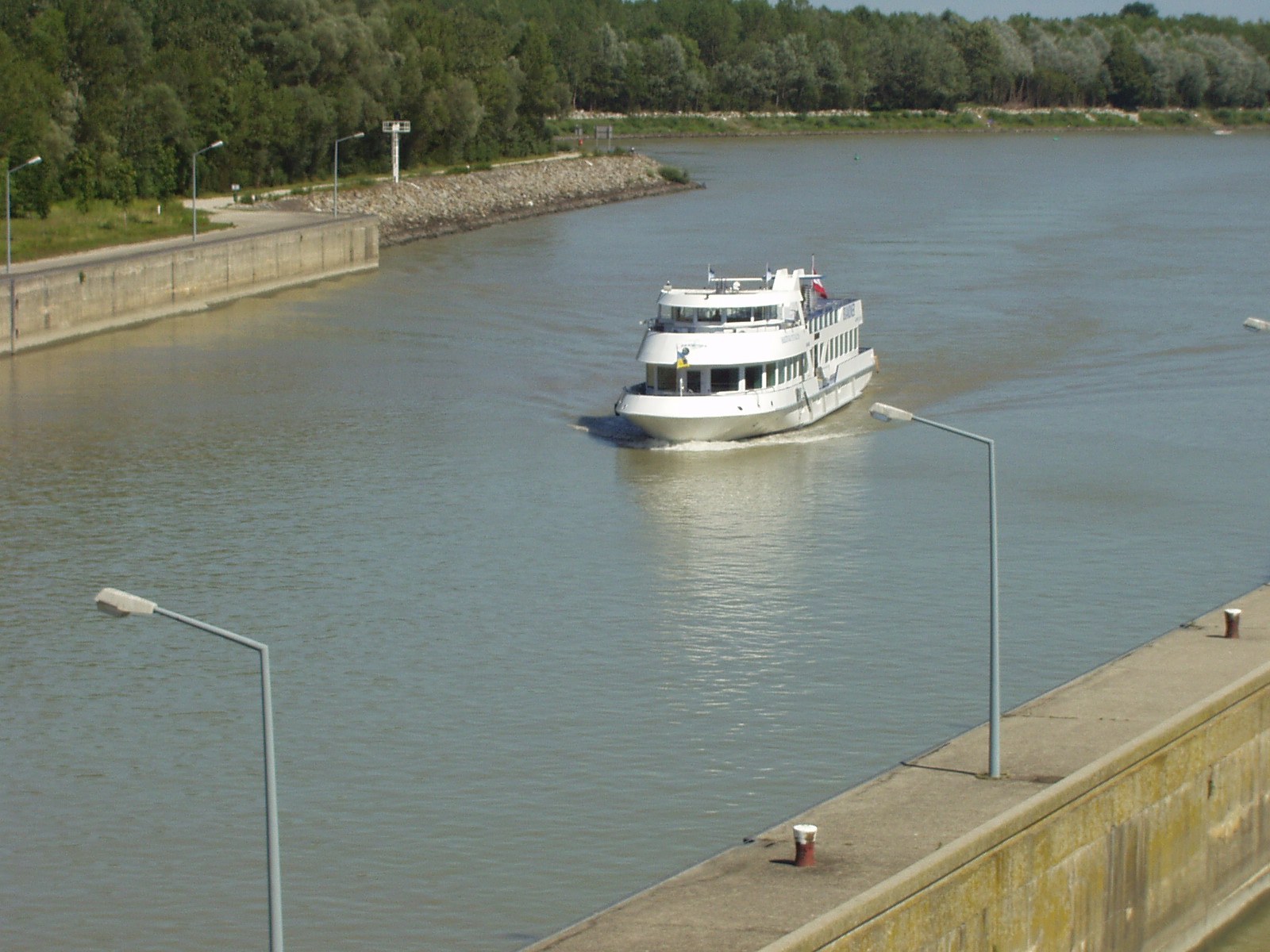
Пасажирське судно біля входу до шлюзу